# عباسعلی ناطق نوری
عباسعلی ناطق نوری (زاده ۱۳۱۴ در نور، درگذشته هفتم تیر ۱۳۶۰ تهران)، نماینده محمود آباد و نور در نخستین دوره مجلس شورای اسلامی بود.او در نخستین دوره مجلس شورای اسلامی توانست در حوزه انتخابیه محمودآباد و نور با تعداد آراء ۲۹٬۰۲۱ برابر با ۶۷٫۱۰ درصد آراء به مجلس راه یابد.
وی در هفت تیر ۱۳۶۰ در انفجار دفتر مرکزی حزب جمهوری اسلامی کشته شد.